# Potkraj (Kiseljak, BiH)
Potkraj je naseljeno mjesto u općini Kiseljak, Federacija Bosne i Hercegovine, BiH.

## Stanovništvo

### 1991.
Nacionalni sastav stanovništva 1991. godine, bio je sljedeći:
ukupno: 468
- Muslimani - 269
- Hrvati - 174
- Srbi - 3
- Jugoslaveni - 21
- ostali, neopredijeljeni i nepoznato - 1

### 2013.
Nacionalni sastav stanovništva 2013. godine, bio je sljedeći:
ukupno: 415
- Hrvati - 228
- Bošnjaci - 176
- Srbi - 3
- ostali, neopredijeljeni i nepoznato - 8